# Белгийска овчарка Тервьорен
Белгийска овчарка Тервьорен (понякога се среща и като Тервюрен) е разновидност на породата кучета белгийска овчарка. В различните класификации и породни стандарти тя се възприема и като отделна порода, и като една от приемливите разновидности на белгийската овчарка. Името ѝ произлиза от едноименния град в Белгия, откъдето произхожда породата.

## Описание

### Външен вид
Подобно на всички четири разновидности на Белгийската овчарка, Тервьорен е средноголямо овчарско куче с квадратна пропорция. Екземплярите са с ръст между 58 и 65 см и тежат в диапазона от 20 до 35 кг, като мъжките са по-силни и малко по-големи от женските. Породата се познава по своята дебела двуслойна козина, с основен цвят самур и различна степен на черно в горния слой (пълната липса на черно в горния слой се счита за сериозен недостатък при мъжките), включително и маска. Допустими са малко бяло петно на гръдния кош и бели връхчета на лапите. Тервьорен може да бъде в самур и сиво, но на изложенията в някои страни това се счита за недостатък, в съответствие със стандарта на съответната киноложка асоциация.

### Характер
Тервьорен е много енергична и интелигентна порода, кучетата от която се нуждаят от дейности, които да им запълват времето. Те могат да бъдат охрана на добитък, подчинителни дейности, аджилити, флайбол, следване на диря или охрана. Тервьорен може да е и спасително куче, което да намира изчезнали хора в лавини. Ако не се държат заети дълго време, екземплярите от тази порода могат да станат хиперактивни, понякога дори и разрушителни.
Като компаньон Тервьорен е верен към стопаните си и създава здрави връзки с тях, което означава, че може да бъде срамежлив в присъствието на непознати. Те са добри пазачи, които забелязват и най-малката промяна в обкръжението си. Някои екземпляри могат да бъдат нервни, което може да последица от селекцията или по-ранни преживявания, затова малките кученца трябва да се приучат към различни обстоятелства.
Като всички Белгийски овчарки, Тервьорен не се препоръчва за стопани без опит с други кучета поради трудния си темперамент.
Възрастните мъжки са отличително мъжествени, а женските са също толкова женствени. Външният им вид изразява бдителност и елегантност. Породата е известна с верността и подвижността си. Стопаните твърдят, че породата е много интелигентна и податлива на обучение и има чувство за хумор. Тервьорен е добър в множество дейности.

## Здраве
Тервьорен е сравнително здрава порода. Поддава се на дисплазия на тазобедрената става, епилепсия, стомашни проблеми (подувания и усуквания) и някои очни и кожни проблеми.

## Поддръжка на козината
Тервьорен има дебела двуслойна козина, подобна на тази на Грьонендал. Нужно е периодично ресане, за да се премахне опадалия подкосъм, но се нуждае от сравнително малко ресане, макар че понякога могат да се получат космени топки. Добрата козина на Терьорен е малко твърда, плоско стояща спрямо тялото. Козината се самопочиства от мръсотия и боклуци, но семена и лепки могат да полепнат по окосмението на краката.
Космената покривка е добре да се поддържа в есатествено състояние, с минимално козметично третиране.

## Отклонения от стандарта
| Сисаквалификации                                                           |
| -------------------------------------------------------------------------- |
| Мъжки с ръст под 58 см                                                     |
| Женски с ръст под 53 см                                                    |
| Мъжки с ръст над 68 см                                                     |
| Женски с ръст над 63 см                                                    |
| Слаба захапка с липсаа на контакт между резците                            |
| Купирана или къса козина                                                   |
| Силно изразени черни или чернодробни оцветявания извън определените места. |

| Отклонение                                               | Степен   |
| -------------------------------------------------------- | -------- |
| Липсващи зъби                                            | Слабо    |
| Над 4 липсващи зъба                                      | Сериозно |
| Вълниста или къдрава козина                              | Слабо    |
| Основен цвят бежов или сив                               | Слабо    |
| Черни петна                                              | Слабо    |
| Отсъствие на черно окосмение при възрастен мъжки индивид | Сериозно |
| Отсъствие на маска на лицето                             | Сериозно |

### Клубове
- Американски клуб
- Канадски клуб
- Британска асоциация
- Северен клуб
- Обединена асоциация
- Световна федерация Архив на оригинала от 2009-10-01 в Wayback Machine.
- Швейцарски клуб
- Клуб Victoria Inc. Архив на оригинала от 2011-05-07 в Wayback Machine.
- Финландска асоциация